# Rick Jaffa e Amanda Silver
Richard David Jaffa, noto come Rick Jaffa (Contea di Dallas, 8 maggio 1956), e Amanda Silver (24 maggio 1963) sono due coniugi sceneggiatori e produttori cinematografici statunitensi.
Sono principalmente noti per aver scritto e co-prodotto il film di fantascienza del 2011 L'alba del pianeta delle scimmie, un reboot di successo sia di critica che commerciale del media franchise Il pianeta delle scimmie, per il quale sono stati candidati al Saturn Award per la miglior sceneggiatura. Hanno poi co-sceneggiato e co-finanziato il sequel Apes Revolution - Il pianeta delle scimmie del 2014 e prodotto il terzo capitolo, The War - Il pianeta delle scimmie nel 2017.
Hanno anche co-scritto Jurassic World e la storia di In the Heart of the Sea, entrambi del 2015. Nel 2013, sono stati annunciati come collaboratori di James Cameron per la sceneggiatura di Avatar - La via dell'acqua, uscito nel 2022.
Nata da una famiglia ebraica, Silver è sorella dell'attore Michael B. Silver e nipote dello sceneggiatore e produttore Sidney Buchman. Nel 2015, è stata inserita nella lista delle "Donne più influenti a Hollywood" di Elle Magazine. Jaffa è invece stato cresciuto come cristiano, ma ha avuto un bisnonno ebreo e frequenta la congregazione ebraica post-confessionale IKAR con sua moglie.

## Filmografia

### Sceneggiatori
- La mano sulla culla, regia di Curtis Hanson (1992; Silver)
- Fallen Angels (serie televisiva) – serie televisiva (1993–1995; Silver)
- La prossima vittima, regia di John Schlesinger (1996)
- Relic - L'evoluzione del terrore, regia di Peter Hyams (1997)
- L'alba del pianeta delle scimmie, regia di Rupert Wyatt (2010)
- Apes Revolution - Il pianeta delle scimmie, regia di Matt Reeves (2014)
- Jurassic World, regia di Colin Trevorrow (2015)
- Heart of the Sea - Le origini di Moby Dick, regia di Ron Howard (2015)
- Mulan, regia di Niki Caro (2020)
- Avatar - La via dell'acqua (Avatar: The Way of Water), regia di James Cameron (2022)
- Il regno del pianeta delle scimmie (Kingdom of the Planet of the Apes), regia di Wes Ball (2024)

### Produttori
- La mano sulla culla, regia di Curtis Hanson (1992; Jaffa)
- Love Shack, regia di Gregg Saccon e Michael B. Silver (2010)
- L'alba del pianeta delle scimmie, regia di Rupert Wyatt (2010)
- Apes Revolution - Il pianeta delle scimmie, regia di Matt Reeves (2014)
- The War - Il pianeta delle scimmie, regia di Matt Reeves (2017)
- Il regno del pianeta delle scimmie (Kingdom of the Planet of the Apes), regia di Wes Ball (2024)